# Règle du produit
Pour les articles homonymes, voir Règle de Leibniz.
 (août 2023).
Si vous disposez d'ouvrages ou d'articles de référence ou si vous connaissez des sites web de qualité traitant du thème abordé ici, merci de compléter l'article en donnant les références utiles à sa vérifiabilité et en les liant à la section « Notes et références ».
En analyse mathématique, la règle du produit, aussi appelée règle de Leibniz, est une formule utilisée afin de trouver les dérivées de produits de fonctions. Sous sa forme la plus simple, elle s'énonce ainsi :

Soient {\displaystyle f} et {\displaystyle g} deux fonctions réelles d'une variable réelle, dérivables en un point {\displaystyle x}. Alors leur produit {\displaystyle fg} est aussi dérivable en {\displaystyle x} et {\displaystyle (fg)'(x)=f'(x)g(x)+f(x)g'(x)}.
En notation de Leibniz, cette formule s'écrit :
{\displaystyle {\frac {\mathrm {d} (f\,g)}{\mathrm {d} x}}(x)={\frac {\mathrm {d} f}{\mathrm {d} x}}(x)g(x)+f(x){\frac {\mathrm {d} g}{\mathrm {d} x}}(x)}
Une application importante de la règle du produit est la méthode d'intégration par parties.

## Exemple
Soit {\displaystyle h:\mathbb {R} \to \mathbb {R} } la fonction définie par : 
{\displaystyle h\left(x\right)=(x+1)(x^{2}+1)}
Pour trouver sa dérivée {\displaystyle h'} avec la règle du produit, on pose {\displaystyle f(x)=x+1}  et  {\displaystyle g(x)=x^{2}+1} . Les fonctions {\displaystyle h}, {\displaystyle f} et {\displaystyle g} sont partout dérivables car polynomiales. 
On trouve ainsi :
{\displaystyle {\begin{aligned}\forall x\in \mathbb {R} \quad h'(x)&=f'(x)g(x)+f(x)g'(x)\\&=(x^{2}+1)+(x+1)(2x)\\&=3x^{2}+2x+1.\end{aligned}}}
On peut le vérifier en développant d'abord l'expression de h : h(x) = x3 + x2 + x + 1, puis en dérivant cette somme terme à terme : on retrouve bien h'(x) = 3x2 + 2x + 1.

## Démonstration de la règle du produit

### Démonstration analytique
Une preuve de la règle du produit peut être donnée en utilisant les propriétés des limites et la définition de la dérivée comme limite du taux d'accroissement.

### Démonstration simplifiée, et illustrée géométriquement

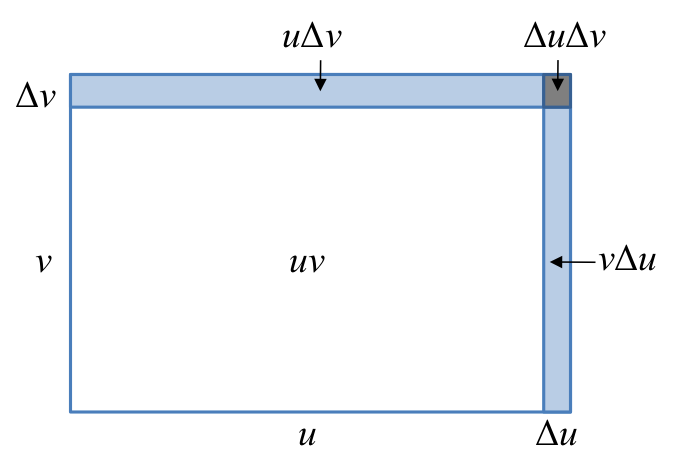
Figure 1. Illustration géométrique de la règle du produit.

Soient {\displaystyle f} et {\displaystyle g} deux fonctions dérivables en {\displaystyle x}. Définissant  {\displaystyle u=f(x)}  et  {\displaystyle v=g(x)}, l'aire {\displaystyle uv} du rectangle (cf. Figure 1) représente {\displaystyle f(x)g(x)}. 
Si {\displaystyle x} varie d'une quantité {\displaystyle \Delta x}, les variations correspondantes en {\displaystyle u} et {\displaystyle v} sont désignées par {\displaystyle \Delta u} et {\displaystyle \Delta v}. 
La variation de l'aire du rectangle est alors :
{\displaystyle {\begin{aligned}\Delta (uv)&=(u+\Delta u)(v+\Delta v)-uv\\&=(\Delta u)v+u(\Delta v)+(\Delta u)(\Delta v),\end{aligned}}}
c'est-à-dire la somme des trois zones ombrées sur la Figure 1 ci-contre.
En divisant par {\displaystyle \Delta x} :
{\displaystyle {\frac {\Delta (uv)}{\Delta x}}=\left({\frac {\Delta u}{\Delta x}}\right)v+u\left({\frac {\Delta v}{\Delta x}}\right)+\left({\frac {\Delta u}{\Delta x}}\right)\left({\frac {\Delta v}{\Delta x}}\right)\Delta x.}
En prenant la limite quand {\displaystyle \Delta x\rightarrow 0}, on obtient :
{\displaystyle {\frac {\mathrm {d} }{\mathrm {d} x}}(uv)=\left({\frac {\mathrm {d} u}{\mathrm {d} x}}\right)v+u\left({\frac {\mathrm {d} v}{\mathrm {d} x}}\right).}

## Généralisations

### Produit de plusieurs fonctions
Soient {\displaystyle f_{1},\dots ,f_{n}} des fonctions dérivables en {\displaystyle x}, on a alors :
{\displaystyle {\frac {\mathrm {d} }{\mathrm {d} x}}\prod _{i=1}^{n}f_{i}(x)=\sum _{i=1}^{n}\left({\frac {\mathrm {d} f_{i}}{\mathrm {d} x}}(x)\prod _{j\neq i}f_{j}(x)\right)}
Cette relation peut être démontrée par récurrence.
Avec trois fonctions {\displaystyle f}, {\displaystyle g} et {\displaystyle h}, dérivables en {\displaystyle x}, on a :
{\displaystyle {\frac {\mathrm {d} }{\mathrm {d} x}}(f\,g\,h)={\frac {\mathrm {d} f}{\mathrm {d} x}}\,g\,h+f\,{\frac {\mathrm {d} g}{\mathrm {d} x}}\,h+f\,g\,{\frac {\mathrm {d} h}{\mathrm {d} x}}.}

Par exemple, pour trouver la dérivée de {\displaystyle (x+1)(x^{2}+1)({\sqrt {x}}-2)} :
{\displaystyle {\frac {\mathrm {d} }{\mathrm {d} x}}\left[(x+1)(x^{2}+1)({\sqrt {x}}-2)\right]=(x^{2}+1)({\sqrt {x}}-2)+(x+1)(2x)({\sqrt {x}}-2)+(x+1)(x^{2}+1)\left({\frac {1}{2{\sqrt {x}}}}\right).}

### Dérivées d'ordre supérieur (règle de Leibniz)
La règle du produit peut aussi être généralisée en la règle de Leibniz pour la dérivation d'ordre supérieur d'un produit de deux fonctions d'une variable réelle.

Soient {\displaystyle n} un entier supérieur ou égal à 1, et {\displaystyle f} et {\displaystyle g} deux fonctions {\displaystyle n} fois dérivables en un certain point {\displaystyle x}, alors leur produit {\displaystyle fg} est aussi {\displaystyle n} fois dérivable au point {\displaystyle x}, et la dérivée d'ordre {\displaystyle n} est donnée par : 
{\displaystyle (fg)^{(n)}(x)=\sum _{k=0}^{n}{\binom {n}{k}}\ f^{(n-k)}(x)\ g^{(k)}(x)}
où les nombres entiers {\displaystyle {\tbinom {n}{k}}} sont les coefficients binomiaux, et où l'on convient que la « dérivée zéro-ième » de {\displaystyle f}, notée {\displaystyle f^{(0)}}, est la fonction {\displaystyle f} elle-même.
Cette formule se démontre par récurrence sur {\displaystyle n}. La démonstration est comparable à celle de la formule du binôme de Newton.
On peut aussi démontrer la formule de Leibniz en utilisant un développement de Taylor-Young.

### Dérivées d'ordre supérieur d'un produit de plusieurs fonctions
La formule suivante généralise simultanément les deux précédentes :
{\displaystyle \left(\prod _{i=1}^{m}f_{i}\right)^{(n)}=\sum _{k_{1}+\dots +k_{m}=n}{n \choose k_{1},\dots ,k_{m}}\prod _{i=1}^{m}f_{i}^{(k_{i})}},
où les entiers
{\displaystyle {n \choose k_{1},\dots ,k_{m}}={\frac {n!}{\prod _{i=1}^{m}k_{i}!}}}
sont les coefficients multinomiaux. La preuve peut se faire par récurrence sur m, le nombre de fonctions considérées, en utilisant la formule (qui se réduit à la formule de Leibniz) au rang m=2.

### Dimensions supérieures
La règle du produit s'étend à des fonctions de plusieurs variables réelles (définies sur ℝn) ou plus généralement, des fonctions dont la variable est un vecteur :

Soient E un espace vectoriel normé et f, g : E → ℝ deux fonctions différentiables en un point x de E. Alors, le produit f g est différentiable en x et sa différentielle en ce point est la forme linéaire continue
{\displaystyle D_{x}(fg):E\to \mathbb {R} ,\quad h\mapsto D_{x}f(h)\,g(x)+f(x)\,D_{x}g(h).}
On dispose de résultats analogues pour les dérivées directionnelles et les dérivées partielles.

### Fonctions holomorphes
Par le même calcul que ci-dessus mais en remplaçant la variable réelle par une variable complexe, on démontre la règle suivante pour un produit de fonctions holomorphes.

Soient U un ouvert de ℂ et f, g : U → ℂ des fonctions holomorphes. Alors, le produit f g est holomorphe et :
{\displaystyle (fg)'=f'g+fg'.}
On peut aussi le déduire de la sous-section précédente (pour E = ℂ) et des équations de Cauchy-Riemann.

### Autres fonctions, autres produits
Si l'on regarde de près la démonstration de la règle du produit, on se rend compte que l'ingrédient principal, outre la dérivabilité des fonctions, est la distributivité de la multiplication par rapport à l'addition (le fait que a(b + c) = ab + ac). Or les mathématiciens ont pris l'habitude de n'appeler produit que les opérations bénéficiant de cette propriété. Par contre tous les produits ne sont pas commutatifs (ab = ba quand a et b sont des nombres, mais ce n'est pas vrai pour d'autres produits). On peut donc en toute confiance appliquer la règle du produit à d'autres produits d'autres fonctions que la multiplication de fonctions numériques, mais en prenant garde de bien conserver l'ordre des facteurs quand le produit n'est pas commutatif.
Soient {\displaystyle {\vec {u}}(t)} et {\displaystyle {\vec {v}}(t)} deux vecteurs fonctions du temps t (et dérivables). Alors :
{\displaystyle {\frac {\mathrm {d} }{\mathrm {d} t}}[{\vec {u}}(t)\cdot {\vec {v}}(t)]={\frac {\mathrm {d} {\vec {u}}}{\mathrm {d} t}}\cdot {\vec {v}}+{\vec {u}}\cdot {\frac {\mathrm {d} {\vec {v}}}{\mathrm {d} t}}.}
Soient {\displaystyle {\vec {u}}(t)} et {\displaystyle {\vec {v}}(t)} deux vecteurs fonctions du temps t (et dérivables). Alors :
{\displaystyle {\frac {\mathrm {d} }{\mathrm {d} t}}[{\vec {u}}(t)\wedge {\vec {v}}(t)]={\frac {\mathrm {d} {\vec {u}}}{\mathrm {d} t}}\wedge {\vec {v}}+{\vec {u}}\wedge {\frac {\mathrm {d} {\vec {v}}}{\mathrm {d} t}}.}
Soient {\displaystyle {\vec {u}}(t)}, {\displaystyle {\vec {v}}(t)} et {\displaystyle {\vec {w}}(t)} trois vecteurs fonctions du temps t (et dérivables). Alors :
{\displaystyle {\frac {\mathrm {d} }{\mathrm {d} t}}\{{\vec {u}}(t)\cdot [{\vec {v}}(t)\wedge {\vec {w}}(t)]\}={\frac {\mathrm {d} {\vec {u}}}{\mathrm {d} t}}\cdot [{\vec {v}}\wedge {\vec {w}}]+{\vec {u}}\cdot \left[{\frac {\mathrm {d} {\vec {v}}}{\mathrm {d} t}}\wedge {\vec {w}}\right]+{\vec {u}}\cdot \left[{\vec {v}}\wedge {\frac {\mathrm {d} {\vec {w}}}{\mathrm {d} t}}\right].}
Soient A(t) et B(t) deux matrices fonctions du temps t (et dérivables) et de dimensions telles que le produit AB existe. Alors :
{\displaystyle {\frac {\mathrm {d} }{\mathrm {d} t}}[A(t)B(t)]={\frac {\mathrm {d} A}{\mathrm {d} t}}B+A{\frac {\mathrm {d} B}{\mathrm {d} t}},}
et de même en remplaçant partout le produit matriciel ordinaire par le produit de Hadamard ou celui de Kronecker.
De même que dans le § « Dimensions supérieures », on peut, dans tous ces exemples, remplacer la variable réelle (« temps ») par une variable vectorielle.

### Règle du produit dans des espaces vectoriels normés
Soient X, Y et Z des espaces vectoriels normés, et B : X×Y → Z une application bilinéaire continue. Alors, B est différentiable et sa différentielle en un point (x, y) de X×Y est l'application linéaire continue :
{\displaystyle D_{(x,y)}B:X\times Y\rightarrow Z,\quad (h,k)\mapsto B\left(h,y\right)+B\left(x,k\right).}
Par composition avec un couple de fonctions (u, v) : T → X×Y définies sur un espace vectoriel normé T, on en déduit la forme générique des exemples ci-dessus :

Si u et v sont différentiables en un point t0 de T alors la composée
{\displaystyle B\circ (u,v):T\to Z,\quad t\mapsto B(u(t),v(t))}
l'est aussi, et sa différentielle en ce point est :
{\displaystyle D_{t_{0}}\left(B\circ (u,v)\right):T\to Z,\quad \ell \mapsto B\left(D_{t_{0}}u(\ell ),v(t_{0})\right)+B\left(u(t_{0}),D_{t_{0}}v(\ell )\right).}